# Raça e inteligência
A conexão entre raça e inteligência tem sido objeto de debate na ciência popular e na pesquisa acadêmica desde o início dos testes de QI no início do século XX. Permanece algum debate sobre se e em que medida as diferenças nos resultados dos testes de inteligência refletem os fatores ambientais em oposição aos genéticos, bem como as definições de "raça" e "inteligência", e se elas podem ser objetivamente definidas. Atualmente, não há evidências não-circunstanciais de que essas diferenças nos escores dos testes tenham um componente genético, embora alguns pesquisadores acreditem que as evidências circunstanciais existentes tornem plausível que evidências concretas de um componente genético sejam eventualmente encontradas.

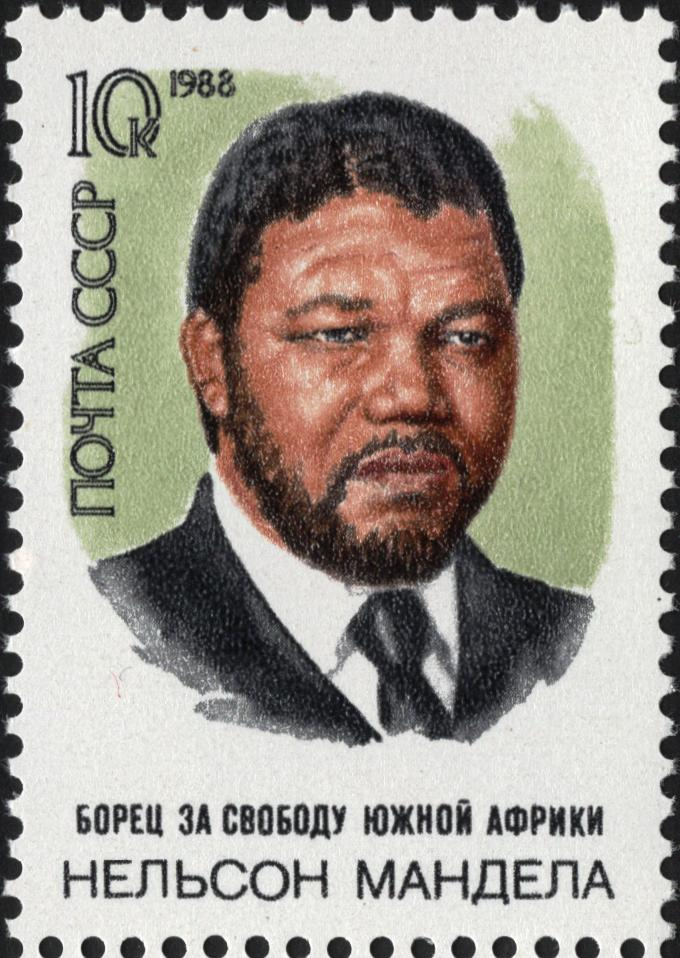
Selo de 1988 da extinta URSS, mostra Mandela, vencedor do Nobel da Paz.

O primeiro teste mostrando diferenças nos resultados de testes de QI entre diferentes grupos populacionais nos EUA foram os testes dos recrutas do Exército dos EUA na Primeira Guerra Mundial. Na década de 1920, grupos de lobistas eugênicos argumentavam que isso demonstrava que afro-americanos e certos grupos de imigrantes eram intelecto inferior aos brancos anglo-saxões devido a diferenças biológicas inatas, usando isto como um argumento para políticas de segregação racial. Logo, outros estudos apareceram, contestando essas conclusões e argumentando, em vez disso, que os testes do Exército não haviam controlado adequadamente os fatores ambientais, como a desigualdade socioeconômica e educacional entre negros e brancos.
O debate ressurgiu novamente em 1969, quando Arthur Jensen defendia a opinião de que, por razões genéticas, os africanos eram menos inteligentes do que os brancos e que a educação compensatória para crianças afro-americanas estava condenada a ser ineficaz. Em 1994, o livro The Bell Curve argumentava que a desigualdade social nos Estados Unidos poderia ser explicada em grande parte como resultado das diferenças de QI entre raças e indivíduos, e reacendeu o debate público e acadêmico com força renovada. Durante os debates que seguiram a publicação do livro, a American Anthropological Association e a American Psychological Association (APA) publicaram declarações oficiais sobre o assunto, ambas altamente céticas em relação a algumas das afirmações do livro, embora o relatório da APA pedisse mais pesquisas empíricas sobre o assunto.

## História do debate
Alegações de raças com inteligência diferente foram usadas para justificar o colonialismo, a escravidão, o racismo, o darwinismo social e a eugenia racial. Pensadores raciais como Arthur de Gobineau baseavam-se crucialmente na suposição de que os negros eram inatamente inferiores aos brancos no desenvolvimento de suas ideologias de supremacia branca. Mesmo os pensadores do iluminismo, como Thomas Jefferson, um proprietário de escravos, acreditavam que os negros eram inatamente inferiores aos brancos no físico e no intelecto.
O primeiro teste prático de inteligência foi desenvolvido entre 1905 e 1908 por Alfred Binet na França para a colocação escolar de crianças. Binet avisou que os resultados de seu teste não deveriam ser considerados para medir a inteligência inata ou usados para rotular os indivíduos permanentemente.
O teste de Binet foi traduzido para o inglês e revisado em 1916 por Lewis Terman (que introduziu o QI para os resultados dos testes) e publicado sob o nome de Stanford-Binet Intelligence Scales. Como o teste de Terman foi publicado, havia grande preocupação nos Estados Unidos sobre as habilidades e habilidades dos imigrantes recentes. Às vezes pensava-se que diferentes nacionalidades imigrantes pertenciam a diferentes raças, como os eslavos. Um conjunto diferente de testes desenvolvidos por Robert Yerkes foi usado para avaliar recrutas para a Primeira Guerra Mundial, e pesquisadores descobriram que pessoas do sul e leste da Europa tiveram uma pontuação mais baixa do que os nativos americanos, que os americanos dos estados do norte tiveram pontuações mais altas do que os americanos dos estados do sul. e que os americanos negros tiveram uma pontuação menor que os americanos brancos. Os resultados foram amplamente divulgados por um lobby de ativistas anti-imigração, incluindo o patrício e conservacionista de Nova York, Madison Grant, que considerou a raça nórdica superior, mas sob ameaça de imigração por parte de raças inferiores. Em seu influente trabalho, o psicólogo americano Carl Brigham utilizou os resultados dos testes do Exército para defender uma política de imigração mais estrita, limitando a imigração a países considerados como pertencentes à "raça nórdica".
Na década de 1920, estados como a Virgínia promulgaram leis eugênicas, como a Lei de Integridade Racial de 1924, que estabeleceu a regra da gota única como lei. Por outro lado, muitos cientistas reagiram a alegações eugenistas ligando habilidades e caráter moral a ascendência racial ou genética. Eles apontaram para a contribuição do ambiente para os resultados dos testes (como falar inglês como segunda língua). Em meados da década de 1930, muitos psicólogos dos Estados Unidos adotaram a visão de que fatores ambientais e culturais desempenhavam um papel dominante nos resultados do teste de QI, entre eles Carl Brigham que repudiou seus próprios argumentos anteriores, com base no fato de que os testes não eram medida da inteligência inata. A discussão da questão nos Estados Unidos também influenciou as alegações nazistas alemãs de que os "nórdicos" eram uma "raça mestra", influenciada pelos escritos de Grant. No entanto, um poderoso lobby de eugenia e segregação financiado em grande parte pelo magnata têxtil Wickliffe Draper, continuou a divulgar estudos usando estudos de inteligência como um argumento para a legislação de eugenia, segregação e anti-imigração. Antropólogos como Franz Boas, Ruth Benedict e Gene Weltfish fizeram muito para demonstrar o status não científico de muitas das afirmações sobre hierarquias raciais de inteligência. No entanto, um poderoso lobby de eugenia e segregação financiado em grande parte pelo magnata têxtil Wickliffe Draper, continuou a divulgar estudos usando estudos de inteligência como um argumento para a legislação de eugenia, segregação e anti-imigração.
Quando a segregação do sul dos Estados Unidos começou nos anos 1950, o debate sobre a inteligência negra ressurgiu. Audrey Shuey, financiada pelo Draper's Pioneer Fund, publicou uma nova análise dos testes de Yerkes, concluindo que os negros realmente eram de intelecto inferior aos brancos. Este estudo foi usado pelos segregacionistas como um argumento de que era vantajoso para as crianças negras serem educadas separadamente das crianças brancas superiores. Na década de 1960, o debate foi revivido ainda mais quando William Shockley defendeu publicamente o argumento de que as crianças negras eram inatamente incapazes de aprender, assim como as crianças brancas. Arthur Jensen estimulou a discussão acadêmica da questão com seu artigo da Harvard Educational Review, "Quanto podemos aumentar o QI e a realização escolar?" O artigo de Jensen questionou a educação corretiva para crianças afro-americanas; ele sugeriu que seu fraco desempenho educacional refletia uma causa genética subjacente, em vez de falta de estímulo em casa. Jensen continuou a publicar sobre o assunto até sua morte em 2012.
Outro revival do debate público seguiu o aparecimento de The Bell Curve (1994), um livro de Richard Herrnstein e Charles Murray, que enfatizava fortemente os efeitos sociais do baixo QI (concentrando-se na maioria dos capítulos estritamente na população branca não hispânica dos Estados Unidos). Em 1994, um grupo de 52 pesquisadores (principalmente psicólogos) assinou uma declaração editorial "Mainstream Science on Intelligence" em resposta ao livro. A Curva de Bell também levou a um relatório de 1995 da American Psychological Association, "Inteligência: Conhecidos e Desconhecidos", reconhecendo uma diferença entre os escores médios de QI de brancos e negros, bem como a ausência de qualquer explicação adequada, seja ambiental ou genética. A curva de Bell levou à publicação de vários livros de múltiplos autores, respondendo a partir de uma variedade de pontos de vista. Eles incluem The Bell Curve Debate (1995), Desigualdade por Design: Cracking the Bell Curve Myth (1996) e uma segunda edição de The Mismeasure of Man (1996), de Stephen Jay Gould.
O artigo de revisão "Trinta Anos de Pesquisa sobre Diferenças Raciais na Capacidade Cognitiva", de Rushton e Jensen, foi publicado em 2005. O artigo foi seguido por uma série de respostas, algumas em apoio, outras críticas. Richard Nisbett, outro psicólogo que também havia comentado na época, mais tarde incluiu uma versão ampliada de sua crítica como parte do livro Inteligência e Como Conseguir: Por que Escolas e Culturas Contam (2009). Rushton e Jensen, em 2010, fizeram uma resposta ponto a ponto a esse respeito. Um abrangente artigo de revisão sobre o assunto foi publicado na revista American Psychologist em 2012. 
Alguns dos autores que propuseram explicações genéticas para diferenças entre grupos receberam financiamento do Fundo Pioneiro, chefiado por Rushton até sua morte em 2012. O Centro de Leis da Pobreza do Sul lista o Fundo Pioneiro como um grupo de ódio, citando a história do fundo, seu financiamento de pesquisas de raça e inteligência e suas conexões com indivíduos racistas. Outros pesquisadores criticaram o Fundo Pioneiro por promover o racismo científico, a eugenia e a supremacia branca.

## Influencias ambientais
Os seguintes fatores ambientais são alguns dos sugeridos como explicando uma parte das diferenças no QI médio entre as raças. Esses fatores não são mutuamente exclusivos uns dos outros, e alguns podem, de fato, contribuir diretamente para os outros. Além disso, a relação entre genética e fatores ambientais pode ser complicada. Por exemplo, as diferenças no ambiente socioeconômico para uma criança podem ser devidas a diferenças no QI genético para os pais, e as diferenças no tamanho médio do cérebro entre raças podem ser o resultado de fatores nutricionais.  Todas as revisões recentes concordam que alguns fatores ambientais que estão desigualmente distribuídos entre grupos raciais têm mostrado afetar a inteligência de maneiras que poderiam contribuir para a lacuna de pontuação do teste. No entanto, atualmente, a questão é se esses fatores podem explicar toda a lacuna entre os resultados dos testes branco e preto, ou apenas parte dele. Um grupo de estudiosos, incluindo Richard E. Nisbett, James R. Flynn, Joshua Aronson, Diane Halpern, William Dickens e Eric Turkheimer (2012), argumentaram que os fatores ambientais demonstrados até agora são suficientes para explicar toda a lacuna. Nicholas Mackintosh (2011) considera este um argumento razoável, mas argumenta que provavelmente é impossível saber com certeza; outro grupo, incluindo Earl B. Hunt (2010), Arthur Jensen, J. Philippe Rushton e Richard Lynn argumentaram que isso é impossível. Jensen e Rushton consideram que isso pode representar apenas 20% da diferença. Enquanto isso, enquanto Hunt considera isso um vasto exagero, ele ainda considera provável que alguma parte da lacuna acabará sendo mostrada como sendo causada por fatores genéticos.
Vários estudos chegaram à conclusão de que os testes de QI podem ser tendenciosos contra certos grupos. A validade e a confiabilidade dos escores de QI obtidos fora dos Estados Unidos e da Europa têm sido questionadas, em parte devido à dificuldade inerente de comparar os escores de QI entre as culturas. Vários pesquisadores argumentam que as diferenças culturais limitam a adequação dos testes padrão de QI em comunidades não industrializadas.
No entanto, um relatório de 1996 da American Psychological Association afirma que estudos controlados mostram que as diferenças nos escores médios de QI não foram substancialmente devido ao viés no conteúdo ou na administração dos testes de QI. Além disso, os testes são igualmente válidos preditores de realizações futuras para americanos negros e brancos. Essa visão é reforçada por Nicholas Mackintosh em seu livro de 1998, IQ and Human Intelligence, e por uma revisão da literatura de 1999 por Brown, Reynolds e Whitaker (1999). Hoje, o viés de teste no sentido de que alguns itens de teste sistematicamente dão uma vantagem injusta aos usuários do teste White, devido à forma como o teste foi elaborado, não é mais considerado uma provável causa do gap de pontuação e Mackintosh (2011) admitem a possibilidade de os testes de QI medirem uma habilidade cognitiva que os negros têm menos chance de desenvolver, e que existe nesse sentido um viés na sociedade que faz com que um grupo desempenhe seu verdadeiro potencial nos testes. Mas ambos os estudiosos afirmam que não há evidências de que os testes atuais sejam sistemicamente tendenciosos contra os candidatos negros.
A ameaça estereotipada é o medo de que o comportamento de uma pessoa confirme um estereótipo existente de um grupo com o qual se identifica ou pelo qual se define; esse medo pode, por sua vez, levar a um comprometimento do desempenho. [85] As situações de teste que destacam o fato de que a inteligência está sendo medida tendem a diminuir os escores dos indivíduos de grupos raciais-étnicos que já pontuaram em média mais baixos ou que devem ter uma pontuação mais baixa. As condições de ameaça do estereótipo causam diferenças de QI maiores que o esperado entre os grupos. [86] O psicometrista Nicholas Mackintosh considera que há pouca dúvida de que os efeitos da ameaça estereotipada contribuem para a diferença de QI entre negros e brancos. [87]
Um grande número de estudos mostrou que minorias sistemicamente desfavorecidas, como a minoria afro-americana dos Estados Unidos, geralmente apresentam pior desempenho no sistema educacional e em testes de inteligência do que grupos majoritários ou minorias menos desfavorecidas, como imigrantes ou minorias "voluntárias". A explicação desses achados pode ser que crianças de minorias de casta, devido às limitações sistêmicas de suas perspectivas de avanço social, não têm "otimismo de esforço", ou seja, não têm a confiança de que adquirir as habilidades valorizadas pela sociedade majoritária , como as habilidades medidas pelos testes de QI, vale a pena. Eles podem até mesmo deliberadamente rejeitar certos comportamentos que são vistos como "agir de branco".
Pesquisa publicada em 1997 indica que parte da lacuna entre brancos e negros nos escores de testes de capacidade cognitiva é devida a diferenças raciais na motivação dos testes.
Tentativas de replicar estudos que evidenciam efeitos significativos da ameaça estereotipada, no entanto, não produziram os mesmos resultados. Em 2004, Sackett et al. descobriram que a eliminação da ameaça do estereótipo não elimina a lacuna de desempenho no teste racial e, em 2005, Tyson et al. descobriram que os afro-americanos têm uma motivação semelhante ou até melhor que a dos americanos brancos. Os exercícios de auto-afirmação promovidos por cientistas pesquisadores como Geoffrey L. Cohen não se mostraram eficazes em tentativas de replicar seus estudos, propondo que fossem bem-sucedidos. Uma metanálise de 2015 conduzida por Flore & Wicherts de estudos sobre a relação entre gênero e ameaça estereotipada encontrou as estimativas observadas a serem infladas pelo viés de publicação, argumentando que o efeito verdadeiro é provavelmente próximo de zero.
Diferentes aspectos do ambiente socioeconômico em que as crianças são criadas se mostraram correlacionados com parte do hiato de QI, mas não são responsáveis por toda a lacuna. De acordo com uma revisão de 2006, esses fatores representam um pouco menos da metade de um desvio padrão da diferença. Geralmente, a diferença entre os escores médios dos testes de negros e brancos não é eliminada quando os indivíduos e grupos são pareados em status socioeconômico (SES), sugerindo que a relação entre QI e SES não é simplesmente uma em que o SES determina o QI. Pelo contrário, pode ser o caso de que as diferenças de inteligência, particularmente a inteligência dos pais, também podem causar diferenças no SES, tornando difícil separar os dois fatores. Hunt (2010) Hunt mostrando que, em conjunto, o SES e o QI parental são responsáveis pelo hiato total (em populações de crianças pequenas, após o controle do QI dos pais e do NEE parental, a diferença não é estatisticamente diferente de zero). Ele argumenta que os componentes ligados ao SES refletem o status de ocupação parental, o escore de compreensão verbal da mãe e a qualidade da interação pai-filho. Hunt também revê os dados que mostram que a correlação entre o ambiente familiar e o QI se torna mais fraca com a idade. Hart e Risley argumentam que nas famílias assistencial, operária e profissional, as crianças ouvem uma grande disparidade na quantidade de linguagem (entre 13 milhões e 45 milhões de palavras) na faixa etária de 0-3, e que, aos 9 anos, essas diferenças levaram a grandes diferenças nos desfechos.
Outras pesquisas se concentraram em diferentes causas de variação dentro de grupos com baixo SES e alto SES. Nos EUA, entre os grupos com baixos níveis socioeconômicos, as diferenças genéticas são responsáveis por uma menor proporção de variância no QI do que entre as populações mais altas do SES. Tais efeitos são previstos pela hipótese bioecológica - de que os genótipos são transformados em fenótipos através de efeitos sinérgicos não-aditivos do ambiente. sugerem que os indivíduos com alto nível de SES são mais propensos a desenvolver seu potencial biológico completo, enquanto os indivíduos com baixo nível socioeconômico são mais propensos a serem prejudicados em seu desenvolvimento por condições ambientais adversas. A mesma análise também aponta que os estudos de adoção geralmente tendem a incluir apenas as famílias adotivas de SES médios alto e alto, o que significa que eles tenderão a superestimar os efeitos genéticos médios. Eles também observam que os estudos sobre a adoção de lares de classe baixa a lares de classe média mostraram que essas crianças experimentam um ganho de QI de 12 a 18 pontos percentuais em relação às crianças que permanecem em lares com baixo nível socioeconômico.  Um estudo de 2015 descobriu que fatores ambientais (ou seja, renda familiar, educação materna, capacidade / conhecimento verbal materno, materiais de aprendizagem em casa, fatores parentais (sensibilidade materna, calor e aceitação materna e ambiente físico seguro), ordem de nascimento da criança e peso ao nascer da criança) foi responsável pela lacuna entre brancos e negros nos resultados dos testes de capacidade cognitiva.
Fatores ambientais, incluindo exposição ao chumbo, amamentação, e nutrição podem afetar significativamente o desenvolvimento e funcionamento cognitivo. Por exemplo, a deficiência de iodo causa uma queda, em média, de 12 pontos de QI. Tais deficiências podem às vezes ser permanentes, às vezes parcialmente ou totalmente compensadas pelo crescimento posterior. Os dois primeiros anos de vida são o momento crítico para a desnutrição, cujas conseqüências são frequentemente irreversíveis e incluem desenvolvimento cognitivo pobre, educabilidade e produtividade econômica futura. A população afro-americana dos Estados Unidos é estatisticamente mais propensa a ser exposta a muitos fatores ambientais prejudiciais, como bairros mais pobres, escolas, nutrição e cuidados de saúde pré-natal e pós-natal. Mackintosh aponta que, para os negros americanos, a mortalidade infantil é cerca de duas vezes maior que a dos brancos, e o baixo peso ao nascer é duas vezes mais prevalente. Ao mesmo tempo, mães brancas têm duas vezes mais chances de amamentar seus bebês, e a amamentação é altamente correlacionada com o QI para bebês com baixo peso ao nascer. Dessa forma, um grande número de fatores relacionados à saúde que influenciam o QI estão distribuídos de forma desigual entre os dois grupos. Reichman estima que não mais do que 3% a 4% da diferença de QI entre brancos e negros pode ser explicada pelas disparidades entre brancos e negros no baixo peso ao nascer.
O consenso de Copenhague, em 2004, afirmou que a falta de iodo e ferro tem sido implicada no desenvolvimento cerebral prejudicado, e isso pode afetar um número enorme de pessoas: estima-se que um terço da população mundial total seja afetada pela deficiência de iodo. Nos países em desenvolvimento, estima-se que 40% das crianças com menos de quatro anos sofrem de anemia devido à insuficiência de ferro em suas dietas.
Outros estudiosos descobriram que simplesmente o padrão de nutrição tem um efeito significativo sobre a inteligência da população, e que o efeito Flynn pode ser causado pelo aumento dos padrões nutricionais em todo o mundo. James Flynn argumentou contra esse ponto de vista.
Algumas pesquisas recentes argumentam que o retardamento causado no desenvolvimento do cérebro por doenças infecciosas, muitas das quais são mais prevalentes em populações não brancas, pode ser um fator importante na explicação das diferenças no QI entre diferentes regiões do mundo. Os resultados desta pesquisa, mostrando a correlação entre QI, raça e doenças infecciosas, também se mostraram aplicáveis à diferença de QI nos EUA, sugerindo que isso pode ser um fator ambiental importante.
Uma meta-análise de 2013 da Organização Mundial da Saúde descobriu que, após o controle do QI materno, a amamentação estava associada a ganhos de QI de 2,19 pontos. Os autores sugerem que essa relação é causal, mas afirmam que o significado prático desse ganho é discutível; no entanto, eles destacam um estudo sugerindo uma associação entre aleitamento materno e desempenho acadêmico no Brasil, onde “a duração da amamentação não apresenta uma variabilidade marcada pela posição socioeconômica”. Colen e Ramey (2014) acham que controlar comparações entre irmãos dentro das famílias, mais do que entre famílias, reduz a correlação entre o nível de aleitamento materno e os escores de QI do WISC em quase um terço, mas ainda assim a relação entre a duração da amamentação e os escores do QI do WISC é insignificante. Eles sugerem que "grande parte dos efeitos benéficos de longo prazo tipicamente atribuídos à amamentação, por exemplo, pode ser principalmente devido a pressões de seleção nas práticas de alimentação infantil, juntamente com características demográficas como raça e status socioeconômico".
Vários estudos têm proposto que uma grande parte da lacuna pode ser atribuída a diferenças na qualidade da educação. A discriminação racial na educação tem sido proposta como uma possível causa de diferenças na qualidade educacional entre as raças.  De acordo com um artigo de Hala Elhoweris, Kagendo Mutua, Negmeldin Alsheikh e Pauline Holloway, as decisões de encaminhamento dos professores para que os alunos participem de programas educacionais talentosos e talentosos foram influenciados em parte pela etnia dos alunos.
O Abecedarian Early Intervention Project, um projeto intensivo de educação infantil, também foi capaz de gerar um ganho médio de QI de 4,4 pontos aos 21 anos nas crianças negras que participaram dele em comparação aos controles. Arthur Jensen concordou que o projeto Abecedarian demonstra que a educação pode ter um efeito significativo sobre o QI, mas também disse que nenhum programa educacional até agora conseguiu reduzir a diferença entre brancos e negros em mais de um terço e que as diferenças na educação portanto, é improvável que seja sua única causa.
Rushton e Jensen argumentam que o acompanhamento a longo prazo do Programa Head Start encontrou grandes ganhos imediatos para negros e brancos, mas que estes foram rapidamente perdidos para os negros, embora alguns permanecessem para os brancos. Eles argumentam que também outras intervenções educacionais mais intensivas e prolongadas não produziram efeitos duradouros sobre o QI ou o desempenho escolar. Nisbett argumenta que eles ignoram estudos como Campbell e Ramey (1994) que descobriram que aos 12 anos, 87% dos bebês negros expostos a uma intervenção tinham QI na faixa normal (acima de 85) comparado a 56% dos controles, e nenhum das crianças expostas à intervenção foram levemente retardadas em comparação com 7% dos controles.(Campbell & Ramey 1994)  Outros programas de intervenção precoce mostraram efeitos de QI na faixa de 4-5 pontos, que são mantidos até pelo menos 8-15 anos. Efeitos no desempenho acadêmico também podem ser substanciais. Nisbett também argumenta que não apenas a intervenção precoce na idade pode ser eficaz, citando outros estudos de intervenção bem-sucedidos desde a infância até a faculdade.
Uma série de estudos de Joseph Fagan e Cynthia Holland mediram o efeito da exposição prévia ao tipo de tarefas cognitivas colocadas em testes de QI sobre o desempenho do teste. Assumindo que o intervalo de QI foi o resultado de menor exposição a tarefas usando as funções cognitivas normalmente encontradas em testes de QI entre os exames de teste afro-americanos, eles prepararam um grupo de afro-americanos nesse tipo de tarefa antes de fazer um teste de QI. Os pesquisadores descobriram que não houve diferença subseqüente no desempenho entre os afro-americanos e os que testaram o branco. Daley e Onwuegbuzie concluem que Fagan e Holland demonstram que "diferenças de conhecimento entre negros e brancos para itens de teste de inteligência podem ser apagadas quando oportunidades iguais são oferecidas para exposição à informação a ser testada".  Um argumento semelhante é feito por David Marks, que argumenta que as diferenças de QI se correlacionam bem com as diferenças na alfabetização, sugerindo que o desenvolvimento de habilidades de alfabetização através da educação provoca um aumento no desempenho do teste de QI.
Um estudo de 2003 descobriu que duas variáveis - ameaça estereotipada e grau de escolaridade dos pais das crianças - explicavam parcialmente a lacuna entre brancos e negros nos escores dos testes de capacidade cognitiva, enfraquecendo a visão hereditariedade de que eles provinham de fatores genéticos imutáveis.